# Ordine di Sant'Andrea (Federazione Russa)
L'ordine di Sant'Andrea (in russo Орден Святого апостола Андрея Первозванного?, Orden Svjatogo apostola Andreja Pervozvannogo) è un'onorificenza della Federazione Russa.

## Storia
L'ordine originale di Sant'Andrea si distingueva per essere un ordine dinastico della casata regnante di Russia e come tale si estinse alla morte dei Romanov e con la loro detronizzazione nel 1917.
L'ordine venne ufficiosamente ristabilito dalla chiesa ortodossa di Russia il 27 dicembre 1988 con un'insegna simile. Esso venne successivamente ristabilito anche dalla Federazione Russa come la più alta ricompensa civile e militare dello Stato col decreto presidenziale n° 576 del 1º luglio 1998 per merito di Boris El'cin. I criteri per l'assegnazione dell'onorificenza furono in seguito modificati dal decreto presidenziale n.1099 del 7 settembre 2010.
Tra i primi detentori del nuovo ordine si ricordano Dmitrij Sergeevič Lichačëv, Michail Kalašnikov e Nursultan Nazarbaev.
L'ordine viene concesso ancora oggi unicamente a quanti siano capi di Stato attivi o in pensione o personaggi pubblici di grande rilievo distintisi per servizi eccezionali verso la Russia o per aver contribuito ad esaltarne la prosperità, la gloria e la grandezza.

## Classi
Come nella precedente decorazione zarista anche l'ordine di Sant'Andrea della Federazione Russia è concesso nella sola classe di cavaliere, con la differenza che esso può essere concesso anche alle donne col titolo di dama.

## Assegnazione
L'Ordine viene assegnato a Capi di Stato e di comunità, e altri cittadini della Federazione Russa, nonché i capi di Stato esteri per servizi eccezionali, nella promozione della prosperità, della grandezza e della gloria della Russia e per il servizio eccellente per la Federazione Russa.

## Insegne
- La medaglia dell'ordine è costituita da un'aquila bicipite completamente in oro coronata dalla corona zarista a smalti e riportante in centro una croce di Sant'Andrea a smalto col santo e con le lettere SAPR.
- La stella dell'ordine è completamente differente dalla precedente decorazione. Essa si compone di una stella raggiante in argento avente al centro un disco smaltato di rosso riportante l'aquila bicipite completamente in oro coronata dalla corona zarista a smalti e riportante in centro una croce di sant'Andrea a smalto col santo e con le lettere SAPR. Il disco è circondato da una fascia d'oro e poi da una fascia azzurra ove è impresso in oro il motto dell'ordine nella parte superiore, mentre nella parte inferiore si trovano due rami d'alloro incrociati.
- Il nastro è completamente azzurro-cielo.

## Insigniti
1. Dmitrij Sergeevič Lichačëv (30 settembre 1998) - Accademico della Accademia russa delle scienze, direttore dell'Istituto di letteratura russa dell'Accademia russa delle scienze
2. Michail Timofeevič Kalašnikov (7 ottobre 1998) - Militare e inventore
3. Nūrsūltan Äbışuly Nazarbaev (11 ottobre 1998) - Presidente del Kazakistan
4. Aleksandr Isaevič Solženicyn (11 dicembre 1998) - Scrittore, drammaturgo e storico, rifiutato
5. Alessio II, al secolo Aleksej Michajlovič Ridiger (19 febbraio 1999) - Patriarca di Mosca e di Tutte le Russie
6. Valerij Ivanovič Šumakov (3 novembre 2001) - Direttore dell'Istituto di ricerca di trapianti e organi artificiali
7. Fazu Gamzatovna Alijeva (11 dicembre 2002) - Redattore capo di "Donna del Daghestan", presidente dell'Unione delle donne del Daghestan
8. Heydər Əliyev (10 maggio 2003) - Presidente dell'Azerbaigian
9. Boris Vasil'evič Petrovskij (4 giugno 2003) - Direttore onorario del Centro di ricerca russa di chirurgia dell'Accademia russa delle scienze mediche
10. Rasul Gamzatovič Gamzatov (l'8 settembre 2003) - Poeta, presidente dell'Unione degli scrittori del Daghestan
11. Ljudmila Georgievna Zykina (12 giugno 2004) - Cantante
12. Irina Konstantinovna Archipova (2 gennaio 2005) - Presidente dell'Unione internazionale dei musicisti
13. Sergej Vladimirovič Michalkov (13 marzo 2008) - Scrittore, poeta e librettista, presidente del comitato esecutivo dell'Unione internazionale delle associazione pubblica "La comunità internazionale dei sindacati degli scrittori"
14. Daniil Aleksandrovič Granin (28 dicembre 2008) - Presidente della Fondazione internazionale di carità
15. Michail Sergeevič Gorbačëv (2 marzo 2011) - Ex presidente dell'URSS
16. Jurij Nikolaevič Grigorovič (26 gennaio 2017) - Coreografo della compagnia di balletto dell'istituto culturale dell'Accademia statale di coreografia di Mosca
17. Xi Jinping (3 luglio 2017) - Presidente della Repubblica Popolare Cinese
18. Valentina Ivanovna Matvienko (28 marzo 2019) - Presidente del Consiglio della Federazione dell'Assemblea Federale della Federazione Russa
19. Narendra Modi (12 aprile 2019) - Primo ministro dell'India
20. Aleksandra Nikolaevna Pachmutova (28 ottobre 2019) - Compositrice e membro dell'organizzazione pubblica regionale dei compositori di Mosca
21. Gerbert Aleksandrovič Efremov (19 settembre 2020) - Consulente scientifico dell'Associazioni della corporazione industriale militare scientifica e produttiva di ingegneria meccanica della regione di Mosca
22. Cirillo I, al secolo Vladimir Michajlovič Gundjaev (19 novembre 2021) - Patriarca di Mosca e di tutta la Russia
23. Mintimer Šaripovič Šaimiev (20 gennaio 2022) - Consigliere di Stato della Repubblica del Tatarstan, Presidente del Consiglio di fondazione dell'organizzazione senza scopo di lucro "Fondo repubblicano per la rinascita dei monumenti storici e culturali della Repubblica di Tatarstan"
24. Valerij Dmitrievič Zorkin (17 febbraio 2023) - Presidente della Corte costituzionale della Federazione Russa
25. Vjačeslav Michailovič Lebedev (14 agosto 2023) - Presidente della Corte suprema della Federazione Russa
26. Aljaksandr Ryhoravič Lukašenka (30 agosto 2024) - Presidente della Repubblica di Bielorussia
27. Sergej Viktorovič Lavrov (21 marzo 2025) - Ministro degli affari esteri della Federazione Russa

### Insigniti con decreti inediti
1. Sergej Kužugetovič Šojgu (aprile 2014) - Ministro della Difesa della Federazione Russa